# Aedes veeniae
Aedes veeniae är en tvåvingeart som beskrevs av Mcintosh 1975. Aedes veeniae ingår i släktet Aedes och familjen stickmyggor. Inga underarter finns listade i Catalogue of Life.